# Strahlhorn (Fieschertal)
Strahlhorn är en bergstopp i Schweiz.   Den ligger i distriktet Goms och kantonen Valais, i den centrala delen av landet, 70 km sydost om huvudstaden Bern. Toppen på Strahlhorn är 3 027 meter över havet, eller 41 meter över den omgivande terrängen. Bredden vid basen är 0,09 km.
Terrängen runt Strahlhorn är bergig åt sydost, men åt nordväst är den kuperad. Närmaste större samhälle är Naters, 16,1 km sydväst om Strahlhorn. 
Trakten runt Strahlhorn består i huvudsak av gräsmarker. Runt Strahlhorn är det ganska glesbefolkat, med 27 invånare per kvadratkilometer.